# Virginia Gabriel
Pour les articles homonymes, voir Gabriel.
Marie Anne Virginie Gabriel (7 février 1825 — 7 août 1877) est une chanteuse et compositrice anglaise. Elle est aussi connue sous le nom de Madame George E. Mars.

## Biographie
Virginie Gabriel est née à Banstead, Surrey, Angleterre, fille du Major-général Archangel Gabriel. Elle a étudié le piano avec Johann Peter Pixis, Theodor Döhler (en), Sigismund Thalberg et Wilhelm Bernhard Molique et la composition avec le compositeur d'opéra Saverio Mercadante.
En 1870, Gabriel fit un séjour prolongé au château de Glamis, dans les Lowlands écossais ; elle aurait été responsable, entre autres, des rapports concernant le secret du château, son mystérieux occupant, le Monstre de Glamis.
Gabriel a composé des ballades populaires qui a établirent sa réputation en tant qu'auteur et compositrice. Bien que les femmes auteurs-compositeurs aient été bien acceptées au XIXe siècle et qu'elle n'avait pas de problèmes pour publier ses chansons, elle a lutté pour obtenir des éditeurs la publication de ses œuvres plus sérieuses. Par exemple, elle a dû payer pour l'auto-publication de sa cantate Dreamland. Bien que sa composition fut de style romantique, ses chants ont toujours été le reflet de ses aptitudes et de son inventivité en raison de sa force en tant que compositeur sérieuse.
Gabriel a épousé son librettiste George Mars en 1874, qui travaillait au Foreign Office. Le Times rapporte qu'elle est morte en 1877 des suites « de blessures causées par une chute depuis un chariot,. »  L'Evening Post parle d'elle dans sa nécrologie comme étant « très appréciée dans la Société » et comme possédant « …une bonté de cœur ».

## Œuvres
Gabriel est connue pour ses cantates et ses opéras, et elle a également écrit des chansons.
- Evangeline (1873) cantate
- Graziella (1870) cantate
- Dreamland (1870) cantate
- Widows Bewitched (1865) opéra
- A Quiet Chateau (1867) opéra
- Who's The Heir? (1868) opéra
- Lost and Found (1870) opéra
- Grass Widows, opéra
- The Shepherd of Cournouailles, opéra
- The Follies of a Night, opéra
- A Rainy Day, opéra
- The Lion's Mouth, opéra bouffe[6]
- Change upon change (texte : Elizabeth Barrett Browning)
- Du bist wie eine Blume, op. 1, no. 3 (texte : Heinrich Heine)
- Oh, wilt thou have my hand, Dear (texte : Elizabeth Barrett Browning)
- Orpheus With His Lute (texte : John Fletcher)
- At the Window (texte : Robert Browning) chanson
- A Mother's chanson, chanson
- Don't Forget Me Quite (texte : Mrs Francis Anne Kemble) chanson
- Ruby, chanson
- Beryl (Companion chanson to Ruby)
- Brighter Hours, chanson
- Asleep, chanson
- Pearl, chanson
- Emerald, chanson
- The Opal Ring, chanson
- When Sparrows Build (texte : Jean Ingelow) chanson
- List'ning Mother, chanson
- The Door Ajar, chanson
- A chanson to Lay at the Feet of my Love
- Little Golden Hair, chanson
- Corra Linn, chanson
- O Spare my Boy at Sea, chanson
- Slumber, Mine Own, chanson
- At my Feet, chanson
- Light through Darkness (tiré de la cantate : Dreamland) chanson
- Dreams of Those who loved me (tiré de la cantate : Dreamland) chanson
- Chloe sat beside the River (tiré de l'opéra : Widows Bewitched) chanson
- Love is gone a Maying (tiré de l'opéra : Widows Bewitched) chanson
- Sweet Seventeen, chanson
- The Golden Wedding Day, chanson
- Under the Trellised Vine (tiré de la cantate : Graziella) chanson
- Farewell my Bark (tiré de la cantate : Graziella) chanson
- You came to me with winning smile, chanson
- The Fisherman's Widow, contralto chanson
- I will arise, chant sacré
- What will you do? chant sacré
- Lily Graeme, chanson
- A Dead Past, chanson
- The Choice, chanson
- Thoughts! chanson
- Spirit Love, chanson
- Twilight, chanson
- Three Lilies, chanson
- Friends, chanson